# Eumasia nigripunctella
Eumasia nigripunctella är en fjärilsart som beskrevs av Lucas Friedrich Julius Dominikus von Heyden 1861. Eumasia nigripunctella ingår i släktet Eumasia och familjen säckspinnare. Inga underarter finns listade i Catalogue of Life.